# Aldabrinus aldabrinus
Aldabrinus aldabrinus е вид паякообразно от семейство Garypinidae. Видът е незастрашен от изчезване.

## Разпространение
Разпространен е в Мозамбик и Сейшели (Алдабра).